# Velvet live Tunes 4/9/2005
Velvet live tunes è il quarto album discografico dei Velvet, pubblicato nel 2006.

## Tracce
1. Un altro brutto giorno
2. Una settimana un giorno
3. Il mondo è fuori
4. Dovevo dirti molte cose
5. Luciano ti odio
6. Confessioni di una mente pericolosa
7. Miele
8. Ti direi / Funzioni primarie
9. Search & destroy
10. I tuoi guai (e ne hai)
11. Boyband

## Formazione
- Pierluigi Ferrantini - voce e chitarra
- Alessandro Sgreccia - chitarra
- Pierfrancesco Bazzoffi - basso
- Giancarlo Cornetta - batteria